# Agnieszka Dyk
Agnieszka Dyk (ur. 27 kwietnia 1988 w Kielcach) – polska piosenkarka, autorka tekstów i dziennikarka. Od 2009 wokalistka zespołu Brathanki.

## Życiorys
Debiutowała na scenie muzycznej w wieku 14 lat. W 2005 wygrała odcinek programu TVP2 Szansa na sukces, śpiewając piosenkę „Czerwone korale” z repertuaru zespołu Brathanki. W latach 2006–2009 występowała z krakowską formacją Kulturka, z którą nagrała takie utwory jak: „Mało wiesz o miłości” czy „Sorry Mama”, oraz z zespołem Sane, śpiewając „Berlin płonie”.
Od 2009 jest wokalistką zespołu Brathanki. Wspólnie z zespołem nagrała i wydała trzy albumy studyjne: Brathanki grają Skaldów (2011), Brathanki – Kolędy (2012) oraz moMtyle (2014). Ostatnie wydawnictwo promowane było przez singel „Mamo, ja nie chcę za mąż”, do którego teledysku zdobył ponad 29 mln odsłon w serwisie YouTube.
Od 2012 jest aktywną przedstawicielką Hokejowej Reprezentacji Artystów Polskich. Od 2015 pracuje nad solowym projektem muzycznym. Debiutancki album studyjny zwiastują single „Creme Brulee” i „Wracaj.com”. W plebiscycie przeprowadzonym przez Polskie Radio Kielce otrzymała tytuł „Wokalistki Roku 2015”. W 2016 wygrała Międzynarodowy Festiwal Piosenki „Rzeszów Carpathia Festival”. W 2018 zadebiutowała solową płytą Odlot na Dominikanę z tekstami Michała Zabłockiego.